# Oxyrhachis exigua
Oxyrhachis exigua är en insektsart som beskrevs av Buckton. Oxyrhachis exigua ingår i släktet Oxyrhachis och familjen hornstritar. Inga underarter finns listade i Catalogue of Life.